# Fågelsjö, Kyrkslätt
Fågelsjö är en ö i Finland. Den ligger i Finska viken och i kommunen Kyrkslätt i den ekonomiska regionen  Helsingfors i landskapet Nyland, i den södra delen av landet. Ön ligger omkring 35 kilometer sydväst om Helsingfors.
Öns area är 23,3 hektar och dess största längd är 1 kilometer i sydväst-nordöstlig riktning.